# John Hocking

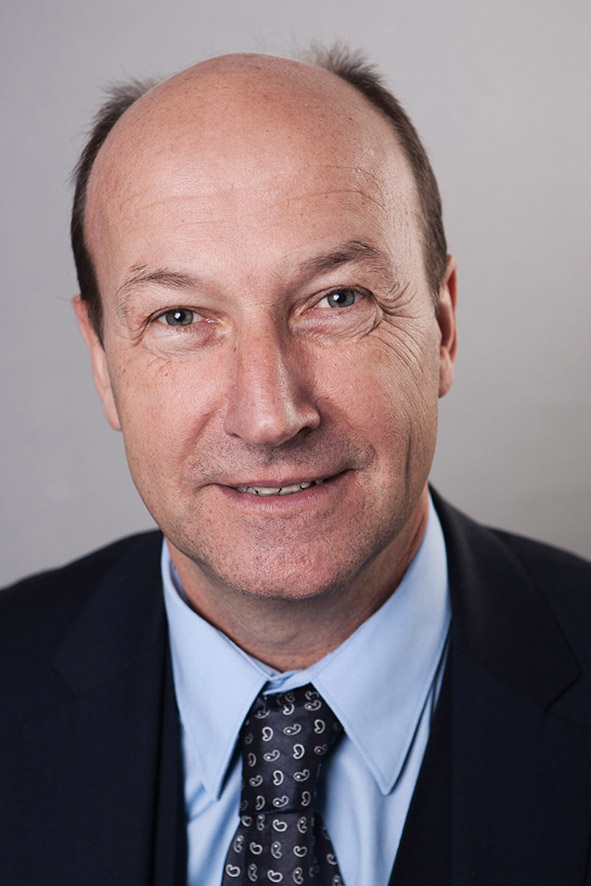
Retrato de John Hocking

John Hocking, nacido el 6 de agosto de 1957, en Australia, es Subsecretario General de la  ONU y Secretario del Tribunal Penal Internacional para la ex Yugoslavia (TPIY), y fue, al mismo tiempo, Secretario del Mecanismo de los Tribunales Penales Internacionales (UNMICT) desde enero de 2012 hasta diciembre de 2016.

## Biografía
El  Secretario General de la ONU, Ban Ki-moon, nombró a John Hocking jefe de la Secretaría del Tribunal Penal Internacional para la ex Yugoslavia por dos mandatos. Una primera vez, el 15 de mayo de 2009 y de nuevo el 15 de mayo de 2013. La Secretaría es un organismo neutral que ofrece apoyo legal, diplomático y administrativo, a los jueces, la fiscalía y la defensa.
El 18 de enero de 2012, el  Secretario General de la ONU, Ban Ki-Moon, encargó a Hocking la tarea de iniciar el Mecanismo de los Tribunales Penales Internacionales, la cual es una nueva institución creada por el  Consejo de Seguridad de la ONU.
Hocking inició su carrera en el TPIY en 1997 como coordinador jurídico responsable del primer caso de acusación múltiple del TPIY: el asunto Celebici. Más tarde, fue nombrado jurista jefe de la Corte de Apelaciones del TPIY y del Tribunal Penal Internacional para Ruanda. Posteriormente, fue nombrado Director de Servicios Jurídicos y Legales del TPIY de 2004 a 2009.
Antes de unirse a la ONU, Hocking había trabajado como asesor jurídico y político tanto a nivel nacional como internacional, cubriendo cargos en la Organización para la Organización para la Cooperación y el Desarrollo Económicos (OCDE) en París, la televisión y la radio nacional multicultural del Gobierno de Australia, el  Servicio Especial de Radiodifusión (Special Broadcasting Service), el  Instituto de Cine Británico (British Film Institute) de Londres y la Comisión Australiana de Cine (Australian Film Commission).
Al principio de su carrera, Hocking trabajó con el juez Michael Kirby, expresidente de la Corte de Apelaciones del Tribunal Superior de Australia y, posteriormente, en Londres, con el defensor de derechos humanos Geoffrey Robertson QC.
Hocking es abogado (abogado y procurador) admitido en el Lincoln Inn de Londres, y la Corte Suprema de Victoria y New South Wales en Australia. Posee una maestría en Derecho con honores de la Escuela de Economía y Ciencia Política de Londres (London School of Economics), una Licenciatura en Derecho de la Universidad de Sídney, y una Licenciatura en Ciencias de la Universidad de Monash en Melbourne, Australia. Adicionalmente, cursó un diplomado para ejecutivos en la  Escuela de Gobierno John F. Kennedy de la Universidad de Harvard (John F. Kennedy School of Government).